# Autoestrada A13
La A13 o Autostrada Interna Pinhal è un'autostrada portoghese, che collega Coimbra con Marateca, collegando le sottoregioni della Regione di Coimbra, della Regione di Leiria e di Médio Tejo, appartenenti alla Regione Centrale, con le sottoregioni Lezíria do Tejo e Alentejo Central, appartenenti alla Regione dell'Alentejo, con una lunghezza totale di 162,5 km.
Attualmente, si compone di due sezioni separate:
Marateca – Almeirim – tratto che stabilisce il collegamento naturale tra il sud del Portogallo (Alentejo e Algarve) e le regioni a nord di Lisbona, collegando l'autostrada A 2 – Sud e l'autostrada A 6 – Alentejo, a Marateca, all'autostrada A 1 – Nord, ad Almeirim/Santarém. La realizzazione di questo tratto era prevista dal Piano Stradale Nazionale e la responsabilità della sua costruzione (e manutenzione) è stata affidata a Brisa nel 1997. Con una lunghezza di 76 km, è stato completato nel 2005.
Entroncamento – Coimbra – tratto che collega la A23 (ex IP6), a Entroncamento, e Coimbra, passando per Tomar e la subregione Pinhal Interior Norte. La realizzazione di questo tratto non era prevista nel Piano Stradale Nazionale, che invece prevedeva la realizzazione della IC3 con profilo autostradale a 1 corsia. Infatti, quando nel 2008 il governo (di José Sócrates) annunciò l'avvio della sub-concessione Pinhal Interior per la costruzione di questa nuova tratta, all'epoca alcuni tratti della superstrada IC3 erano già in funzione; questi tratti sarebbero stati distrutti per la costruzione dell'autostrada (nel caso della circonvallazione di Tomar) o declassati al traffico locale (nel caso della circonvallazione di Avelar). La sub-concessione di Pinhal Interior è stata consegnata ad Ascendi nel 2010. Con una lunghezza di 83 km, la tratta Entroncamento-Coimbra della A13 è stata completata nel 2014. All'inizio del 2024, il costo dei cavalletti su questa sezione è stato ridotto. Dopo la proposta di porre fine ai pedaggi el
Tra Marateca e Almeirim, la A13 è concessa da Brisa e soggetta a pedaggio fisico. Nel tratto compreso tra la A 23 e Ceira, la A13 appartiene alla sub-concessione Pinhal Interior, concessa da Ascendi. Questa tratta è a pedaggio elettronico, con il traffico locale esente da pagamento, ovvero sono esenti dal pagamento i viaggi tra due nodi successivi, ad eccezione della tratta Avelar Sul / Avelar Norte dove tutto il traffico paga il pedaggio.